# Svatoslav (district de Brno-Campagne)
Pour les articles homonymes, voir Svatoslav.
Svatoslav (en allemand : Swatoslau) est une commune du district de Brno-Campagne, dans la région de Moravie-du-Sud, en République tchèque. Sa population s'élevait à 445 habitants en 2020.

## Géographie
Svatoslav se trouve à 7 km à l'est-nord-est de Velká Bíteš, à 25 km à l'ouest-nord-ouest de Brno et à 160 km au sud-est de Prague.
La commune est limitée par Deblín au nord, par Braníškov et Maršov à l'est, par Lesní Hluboké au sud, et par Přibyslavice et Velká Bíteš à l'ouest.

## Histoire
La première mention écrite du village date de 1240.